# 贾赦
贾赦是中国古典小说《红楼梦》中的人物，字恩侯，是贾代善與賈母（史太君）的长子，邢夫人的丈夫，賈璉、賈迎春、賈琮之父。他承袭了荣国公的爵位，是荣国府的男主人。然他生性好色（「赦」諧音「色」），經常为其所好不择手段，因此贾母偏好次子賈政，榮國府家政也掌握在其弟手中。在全书中出场不多，外甥女林黛玉进贾府时他以「见了姑娘怕伤心」為由，未与之见面。
在第46回中，賈赦想要母亲的贴身丫环鸳鸯做妾，不惜威逼利诱鸳鸯的哥哥金文翔，遭到贾母的訓斥才作罢，用銀兩買了嫣紅代替鴛鴦。第107回，曾為了幾把古扇，默許賈雨村將石呆子置于死地，顯示其自私荒唐。第109回，為了抵債不惜將女兒賈迎春嫁給中山狼孫紹祖，經賈母與賈政奉勸亦無用，最後迎春遭孫紹祖虐待凌辱種種而亡。賈赦的结局是发配边疆。

## 婚姻
- 前妻：已死，生下了兒子賈璉。
- 邢夫人：賈赦的續絃，無能而一心討好丈夫的女人。
- 未知：妾，已死，生下了賈迎春。
- 未知：妾，生下了贾琮。
- 嫣紅：小妾。
- 翠雲：小妾。
- 秋桐：小妾。後獎賞兒子辛勞，賞與賈璉為妾。